# Кампо Тестаччо
Кампо Тестаччо (італ. Campo Testaccio) — італійський стадіон, який діяв у тридцятих роках ХХ століття. Знаходився в районі Риму — Тестаччо, від якого й отримав свою назву. Належав футбольному клубу «Рома», який тут проводив домашні ігри з 3 листопада 1929 року по 30 червня 1940 року. На цьому стадіоні команда провела 161 матч, вигравши 103, зігравши внічию 32 і програвши 26.
Також протягом двох років був домашнім стадіоном регбійного клубу «Роми». В 1939 році стадіон приймав поєдинок збірної Італії з регбі проти збірної Румунії, що завершився перемогою господарів з рахунком 3:0.
Стадіон був залишений наприкінці сезону 1939-40 років через застарілість. Зруйнований в жовтні 1940 року.